# Adites

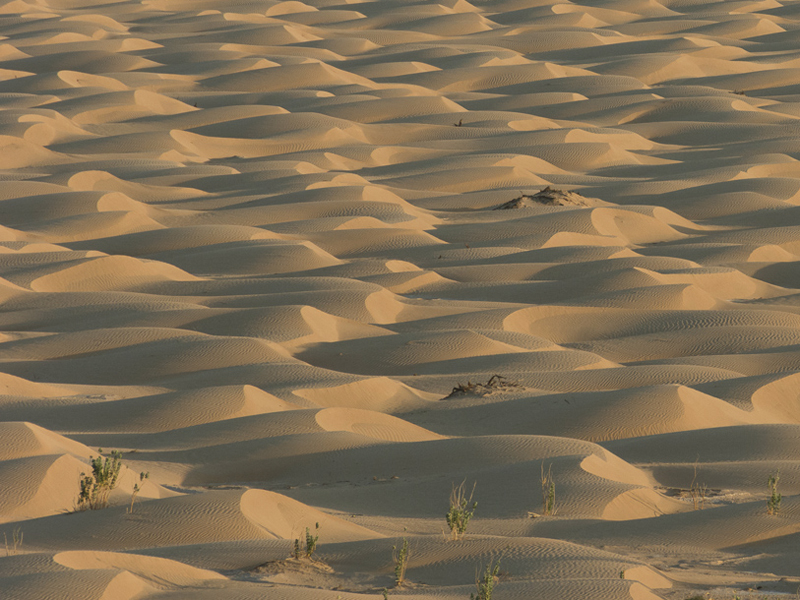
Dunes de sorra a Rub al-Khali, Oman

El poble d'Ad, adites o adins (àrab: قوم عَاد, qawm ʿĀd, ‘poble d'Ad') fou una antiga tribu esmentada amb freqüència a l'Alcorà. S'ha identificat amb els iobarites (llatí: iobaritae) esmentats per Claudi Ptolemeu.

## Geografia
Els adites se solen situar al sud d'Aràbia, a la costa i fins a les muntanyes del Zufar i el desert, en un lloc conegut com al-Ahqaf (‘les dunes’). Els membres de la tribu, anomenats adins o adites, van formar una nació pròspera fins que van ser destruïts en una violenta tempesta. Segons la tradició islàmica, la tempesta va arribar després d'haver rebutjat les ensenyances d'un profeta monoteista anomenat Hud. Es considera que els adites són una de les tribus àrabs originals, els «àrabs perduts». La seva capital podria haver estat el lloc que a l'Alcorà es coneix com «Iram dels pilars», tot i que aquest també podria ser el nom d'una regió o d'un poble.
Eren coneguts pel comerç d'encens, ja que el que ells produïen seria un dels més apreciats. Es diu que foren els primers a domesticar els camells. El nom venia de la seva capital, Ubar, un gran port de comerç de l'encens, i el país era conegut com a Ad.

## Història
Es coneixen els noms de tres suposats reis: al-Dahn, Khuljan i Xaddad, però no es poden ubicar cronològicament. Van mantenir enfrontaments amb el Hadramaut però sense gaire conseqüències fins al segle iii, quan els reis himiarites, que llavors ja dominaven l'Hadramaut, van pressionar el país d'Ad. En una data incerta posterior al 300 i anterior al 600 la ciutat d'Ubar fou destruïda per causes naturals. Una altra causa de decadència fou el triomf al segle iv del cristianisme, que va canviar els costums funeraris i va fer baixar el consum d'encens, arruïnant el seu comerç.
El profeta Hud i la tribu d'Ad de les fonts religioses s'han relacionat amb un rei llegendari anomenat Ad, que hauria governat una regió la capital de la qual seria Wúbar.
Avui dia la tribu local, els xahra, parlen el xehrí, una llengua sud-aràbiga parlada que descendiria de l'antiga llengua dels Ad. Ells mateixos es consideren descendents de la gent d'Ad i la producció d'encens encara és una de les seves dedicacions econòmiques.

## Mencions a l'Alcorà
Segons l'Alcorà, els adins van construir monuments i fortaleses impressionants i el seu destí, és a dir, la seva destrucció, és evident a partir de les restes de les seves cases. Tot i aquestes afirmacions alcoràniques, mai s'ha descobert cap evidència arqueològica de la seva existència.
Les mencions als adins a l'Alcorà són nombroses: 7:65, 7:74, 9:70, 11:50, 11:59–60, 14:9, 22:42, 25:38, 38:12, 40:31, 41:13, 41:15, 50:13, 51:41, 53:50, 54:18, 69:4–7, 89:6.